# Канистель
Канистель (лат. Pouteria campechiana) — плодовое дерево семейства Сапотовые.

## Описание
Канистель — вечнозелёное прямое дерево, высотой, в основном, до 8 м, с коричневой корой, содержащей клейкий латекс. Листья глянцевые, ланцетовидно-продолговатые, 11,25-28 см длиной и 4-7,5 см шириной. Плод может иметь различную форму и размер. Он может быть круглым, овальным или веретенообразным, с искривлённым клювом, выпяченным на одной стороне, или без него. Его длина варьируется от 7,5 до 12,5 см, а ширина с 5 до 7,5 см. Недозрелый плод зелёного цвета, твёрдый и клейкий внутри. При созревании он становится лимонно-жёлтым или бледно-оранжево-жёлтым. Внутри содержится жёлтая, относительно крепкая и мучнистая мякоть с 1-4 крупными семенами.

## Распространение
Родина канистеля — Южная Мексика, Гватемала, Белиз и Сальвадор. Он культивируется в этих странах, а также в Коста-Рике, Панаме, Никарагуа, Южной Флориде, Пуэрто-Рико, на Кубе, Ямайке и Багамских островах. В настоящее время время канистель вводится в культуру в Колумбии, Венесуэле, на Филиппинах, Сейшельских и Гавайских островах.

## Использование
Мякоть канистеля используется для приготовления заварных кремов, джемов и мармелада.